# کورنیش (نیوهمپشایر)
کورنیش (به انگلیسی: Cornish) یک منطقهٔ مسکونی در ایالات متحده آمریکا است که در شهرستان سولیوان، نیوهمپشایر واقع شده‌است.
 کورنیش ۱۱۱٫۰ کیلومتر مربع مساحت و ۱٬۶۴۰ نفر جمعیت دارد و ۱۴۲ متر بالاتر از سطح دریا واقع شده‌است.